# Brigitte Carabali
Brigitte Carabali (3 de julio de 1997) es una deportista colombiana que compite en judo. Ganó dos medallas en los Juegos Panamericanos de 2023 y dos medallas en el Campeonato Panamericano de Judo, en los años 2023 y 2025.

## Palmarés internacional
| Juegos Panamericanos    | Juegos Panamericanos | Juegos Panamericanos | Juegos Panamericanos |
| Año                     | Lugar                | Medalla              | Categoría            |
| ----------------------- | -------------------- | -------------------- | -------------------- |
| 2023                    | Santiago (Chile)     | Medalla de plata     | +78 kg               |
| 2023                    | Santiago (Chile)     | Medalla de bronce    | Equipo mixto         |
| Campeonato Panamericano |                      |                      |                      |
| Año                     | Lugar                | Medalla              | Categoría            |
| 2023                    | Calgary (Canadá)     | Medalla de bronce    | +78 kg               |
| 2025                    | Santiago (Chile)     | Medalla de bronce    | +78 kg               |